# Wilhelm Breimaier
Wilhelm Breimaier (* 26. Februar 1907 in Gönningen, Kreis Tübingen; † unbekannt) war ein deutscher SS-Angehöriger, der zur Wachmannschaft des KZ Dachau gehörte.

## Leben und Tätigkeit
Breimaier trat zum 1. Dezember 1930 in die NSDAP (Mitgliedsnummer 357.535) und 1931 in die Schutzstaffel (SS) ein (SS-Nummer 11.263).
Nach der Gründung des KZ Dachau im März 1933 wurde Breimaier in leitender Stellung in die Wachmannschaft des Lagers aufgenommen.
Zeugenberichten zufolge kommandierte Breimaier anlässlich der „Röhm-Affäre“ ein Erschießungspeloton aus Angehörigen der Wachmannschaft von Dachau, das in der Nacht vom 30. Juni zum 1. Juli 1934 den Journalisten Fritz Gerlich und den ehemaligen Hauptmann Paul Röhrbein auf Befehl des Kommandanten von Dachau, Theodor Eicke, auf dem Schießplatz von Dachau erschoss.
Während des Zweiten Weltkriegs war Breimaier in der Waffen-SS: Von Februar 1942 bis Juni 1943 war er Offizier bei der Freiwilligenlegion Flandern. Von 1943 bis 1944 war er beim SS-Gebirgsjäger-Regiment 13 der SS-Freiwilligen-Division Prinz Eugen. Zuletzt gehörte er dem Panzer-Grenadier-Regiment 6 „Theodor Eicke“ an. Seinen höchsten Rang erreichte er am 30. Januar 1945 mit der Beförderung zum SS-Obersturmbannführer der Reserve.
Während des Nürnberger Prozesses gegen die Hauptkriegsverbrecher im Jahr 1945/1946 wurde in der Sitzung vom 6. August 1946 im Zuge des Prozesses gegen die SS als Organisation vom sowjetischen Ankläger Smirnow im Rahmen der Erörterung des Komplexes der von der Waffen-SS vorgenommenen Geiselerschießungen während der Kriegsjahre als Beweis für den verbrecherischen Charakter der SS eine Erklärung vorgelegt, die Breimaier im November 1943 als damaliger Kommandant eines Bataillons der Division „Prinz Eugen“ verfasst hatte. In dieser hieß es:

„Am 3. XI. 1943 gegen 20 Uhr wurde aus der Lauer ein deutscher Soldat in der Velika-Straße in Sinj getötet. Nachdem es trotz allen Bemühungen, den Täter vorzufinden, nicht gelingen konnte und die Bevölkerung uns in dieser Angelegenheit nicht unterstützte, werden 24 Zivilpersonen erschossen und die eine erhängt. Dieses Urteil wird am 5. XI. 1943 um 5.30 Uhr vollgestreckt. Breimaier, e. H. SS-Sturmbannführer und Bataillonskommandant.“

## Beförderungen
- 1. Dezember 1933: SS-Scharführer
- 1. Januar 1934: SS-Obertruppführer
- 5. April 1934: SS-Sturmführer
- 15. September 1935: SS-Obersturmführer
- 13. September 1936: SS-Hauptsturmführer
- 11. November 1938: SS-Sturmbannführer
- 1. März 1940: SS-Hauptsturmführer der Reserve Waffen-SS
- 21. Juni 1943: SS-Sturmbannführer der Reserve Waffen-SS
- 30. Januar 1945: SS-Obersturmbannführer
- 30. Januar 1945: SS-Obersturmbannführer der Reserve Waffen-SS